# Trachyspermum khasianum
Trachyspermum khasianum är en flockblommig växtart som först beskrevs av Charles Baron Clarke, och fick sitt nu gällande namn av H.Wolff. Trachyspermum khasianum ingår i släktet ajowaner, och familjen flockblommiga växter. Inga underarter finns listade i Catalogue of Life.